# Giuseppe Saracco
Giuseppe Saracco (Bistagno, 9 ottobre 1821 – Bistagno, 19 gennaio 1907) è stato un avvocato e politico italiano, fu presidente del Consiglio dei ministri italiano dal 24 giugno 1900 al 15 febbraio 1901.
Inoltre fu anche un finanziere molto stimato, nominato Cavaliere del Supremo Ordine della Santissima Annunziata da Re Umberto I.

## Biografia

### Le origini
Giuseppe Saracco nacque a Bistagno, in provincia di Alessandria, il 9 ottobre 1821 da Francesco Antonio Saracco, di professione notaio, e da Vittoria Fontana, figlia di proprietari terrieri.
Dopo gli iniziali studi in seminario, il giovane Giuseppe Saracco intraprese gli studi di giurisprudenza, laureandosi all'Università di Torino; ottenuta l'abilitazione, esercitò brillantemente la professione di avvocato, frequentando lo studio di Angelo Brofferio, insieme al quale fu il difensore davanti alla Corte di cassazione del generale Gerolamo Ramorino, condannato poi alla fucilazione a seguito della disfatta piemontese di Novara del 1849, che pose fine alla Prima Guerra d'Indipendenza.

### Carriera politica
Saracco decise, non ancora trentenne, di entrare in politica, candidandosi per il collegio di Acqui al Parlamento Subalpino, risultando eletto il 5 ottobre 1851, ma la sua elezione venne invalidata dalla Camera dei deputati per limiti d'età. Tuttavia, alle elezioni suppletive tenutesi due mesi dopo, Saracco venne eletto nello stesso collegio, riuscendo a divenire deputato del Parlamento subalpino.
Oltre alla carica di deputato, Saracco fu a più riprese e per lunghi anni (dal 1854 al 1867 e dal 1872 al 1889) anche sindaco di Acqui Terme, dove decise e portò a termine l'edificazione della Bollente, monumento divenuto il simbolo della città termale. Alla Camera militò per la Destra storica, formazione politica di Cavour, del quale fu un fervente sostenitore, ma alla sua morte, nel giugno del 1861, aderì alla Sinistra storica, partito di Rattazzi, divenendo sottosegretario ai Lavori pubblici nel governo dello stesso Rattazzi il 10 marzo 1862. Due anni dopo, il 24 settembre 1864, il ministro Quintino Sella (nonché cognato) lo scelse come segretario generale delle Finanze nel Governo La Marmora II, mentre l'8 ottobre 1865 venne nominato senatore da re Vittorio Emanuele II, guadagnandosi grande notorietà come esperto in materia finanziaria.
Presidente del Consiglio provinciale di Alessandria e amico di Agostino Depretis, capo della Sinistra dopo la morte di Rattazzi, Saracco vide con favore la sua nomina a Presidente del Consiglio dei ministri del Regno d'Italia nel 1876, criticandone però la politica economica e finanziaria. Infatti, nel 1879, in qualità di relatore del disegno di legge al Senato, riuscì a rimandare temporaneamente l'abolizione della tassa sul macinato, imposta impopolare che gravava sui consumi ma indispensabile per risanare il deficit statale, divenendo uno strenuo oppositore dell'amministrazione finanziaria del ministro Agostino Magliani, da lui giudicata troppo permissiva.
Divenuto ministro dei Lavori Pubblici nei governi Depretis VIII (4 aprile-29 luglio 1887) e Crispi I (7 agosto 1887-9 marzo 1889), oltre che negli ultimi due esecutivi varati dal politico siciliano (Crispi III e Crispi IV, durati dal 16 dicembre 1893 al 10 marzo 1896), Saracco riuscì ad attenuare gli effetti negativi di alcune discutibili iniziative politiche ed economiche di Depretis, oltre ad istituire un più razionale sistema di partecipazione del governo alla realizzazione di opere pubbliche.
Il 10 novembre 1898 il ministro fu eletto alla presidenza del Senato, divenendo noto per la sua moderazione ed imparzialità; per questo motivo re Umberto I lo scelse, il 24 giugno 1900, per formare un governo di pacificazione nazionale dopo la crisi istituzionale che aveva causato la caduta del gabinetto Pelloux. L'ottuagenario politico italiano riuscì nell'impresa di formare un nuovo ministero, che si avviò ad una politica di conciliazione tra le forze conservatrici e quelle più democratiche, ma il periodo del suo mandato fu funestato dall'assassinio del re Umberto I, avvenuto il 29 luglio 1900 a Monza, ad opera dell'anarchico Gaetano Bresci; il governo condannò risolutamente il gesto, ottenendo l'appoggio di tutte le forze politiche compreso il Partito Socialista Italiano.
Ottenuto il reincarico dal nuovo sovrano Vittorio Emanuele III, Saracco mantenne l'indirizzo politico liberale del governo, anche in seguito alla crisi che si verificò all'inizio dell'anno seguente: il 18 dicembre 1900, infatti, il prefetto di Genova Garroni aveva decretato lo scioglimento della locale Camera del Lavoro perché fondata senza autorizzazione. Il Presidente del Consiglio approvò il gesto del prefetto, ma così facendo scatenò nella città ligure agitazioni tra i lavoratori portuali, che indissero uno sciopero generale per protestare contro lo scioglimento della Camera del Lavoro. Dopo alcuni giorni di incertezza assoluta, il governo revocò il decreto del prefetto Garroni, ma ciò scatenò alla Camera le proteste dell'opposizione conservatrice, che votò il 7 febbraio un emendamento contrario al governo, contestando all'esecutivo un atteggiamento troppo debole in occasione dello sciopero dei portuali di Genova. Di conseguenza, il Governo Saracco si dimise, venendo succeduto da Giuseppe Zanardelli.
Dopo le dimissioni, Saracco riassunse il 24 febbraio 1901 la carica di presidente del Senato ma, all'avvento del governo Giolitti nel 1904, non venne riconfermato in questa posizione.

### Ultimi anni
Dopo le dimissioni si ritirò nel Monferrato e nella natìa Bistagno, dove, come Giosuè Carducci, ne apprezzò i bei boschi piemontesi. Passò gli ultimi anni della sua vita ad amministrare le vaste proprietà agrarie di famiglia.
Morì a Bistagno, sua città natale, il 19 gennaio 1907, ad 85 anni.

### Vita privata
Giuseppe Saracco si sposò due volte: la prima con Virginia Sella, cugina del ministro Quintino Sella, sposata nel 1872 e deceduta quattro anni dopo; dopo la sua morte, si risposò con Luigia Scarampi, che gli diede un figlio, Francesco, morto ancora piccolo.

## Dediche
La città di Acqui Terme gli ha dedicato una statua bronzea, inaugurata nel 1922 ed opera dello scultore Giulio Monteverde, amico di Saracco e come lui nativo di Bistagno.
Re Umberto I lo insignì della suprema onorificenza del Collare della Santissima Annunziata il 1º gennaio 1900.

## Giudizio storico
Di lui ci ha lasciato un curioso ed ironico ritratto il Re Vittorio Emanuele III: «Saracco, sotto apparenze liberali, era molto reazionario. Vecchio uomo, non s'era fermato nemmeno al 1848; la sua cultura e la sua vita erano quelle del periodo della rivoluzione francese, e gli uomini fra i quali pareva vivesse erano Royer-Collard, Barras e simili. Aveva studiato da prete, poi prese due mogli; nei suoi discorsi, oltre ai continui ricordi dei tempi di Luigi Filippo, c'erano sempre citazioni dei Salmi della Bibbia. Era incapace di qualsiasi favore a chicchessia. Si trincerava in un severissimo riserbo, sproporzionato alla causa. "Questo non si può fare" diceva, ripetendolo come un intercalare in piemontese: Ma l'on peul nen fese.».